# Remetalce III
Remetalce III (... – 46) fu l'ultimo re di Tracia, dal 26/38 al 46.

## Biografia

### Giovinezza
Il re di Tracia Remetalce I morì attorno al 12 e i suoi stati, clienti di Roma, furono divisi in due parti da Augusto, che diede l'una al figlio del defunto, Coti VII, e l'altra al fratello del defunto, Rescuporide III: Coti ricevette la regione costiera e le colonie greche, mentre Rescuporide la parte selvaggia e incolta dell'interno, esposta agli attacchi dei popoli vicini. Rescuporide decise di appropriarsi delle terre del nipote, lo imprigionò e poi lo uccise per far fronte a Tiberio, che gli chiese di rendere conto del suo operato. Rescuporide fu giudicato e condannato da Roma, prima all'esilio e poi a morte per aver tentato di fuggire.
Allora il regno di Tracia fu diviso tra Remetalce II, figlio di Rescuporide III, che s'era apertamente opposto ai piani di suo padre, e i tre giovani figli di Coti VII, tra cui Remetalce III e Coti IX, che erano stati educati a Roma, in nome dei quali fu nominato reggente ("tutore dei principi") il propretore Tito Trebelleno Rufo assieme alla loro madre Antonia Trifena, vedova di Coti VII. L'imperatore Tiberio mantenne in favore di Remetalce II la suddivisione della Tracia che era stata ordinata da Augusto dopo la morte di Remetalce I.
Secondo alcune fonti Remetalce III si recò effettivamente in Tracia nel 26, mentre il suo territorio restava sotto la tutela romana; la maggior parte degli storici pensa invece che sia rimasto al fianco di Caligola, del quale era amico d'infanzia, fino alla sua ascesa al trono, avvenuta nel 37/38. Durante il suo soggiorno a Roma prese il nome di Gaio Giulio Remetalce.

### Regno
Sotto il regno di Remetalce III scoppiarono molte rivolte nella parte della Tracia che era sottomessa ai Romani e negli stati alleati: i servizi che Remetalce III rese in diverse occasioni gli conquistarono nuovi favori prima da Tiberio e poi da Caligola. Quest'ultimo, nel 38/39, decise una nuova ripartizione della Tracia: Remetalce III divenne effettivamente re di tutta la Tracia indipendente, mentre Coti IX ottenne in cambio l'Armenia Minore, dove regnò dal 38 al 54. Remetalce II invece scompare dalla storia, quindi si ipotizza che il suo regno si sia concluso nel 26 o nel 37/38 secondo diverse fonti; è molto probabile che sia morto nel 38, dato che sarebbe una ragione per una nuova sistemazione degli stati traci. Di lui si sa che era stato sposato con Pitodoride II, figlia di Antonia Trifena.
Remetalce III fu l'unico sovrano di Tracia che, sotto la dominazione romana, conservò un po' di indipendenza, nonché l'ultimo dei re sapei e odrisi.

### Morte
Il vivo amore che Remetalce III provava per sua nipote eccitò contro di lui la gelosia della moglie, che riuscì ad ucciderlo: questo avvenimento, narrato da dei frammenti di Eusebio, ebbe luogo nel 46, il sesto anno di regno di Claudio. Alla morte di Remetalce III, la Tracia fu riunita all'impero romano, sempre secondo Eusebio.
Il territorio della Tracia annesso da Claudio fu diviso tra la Mesia e la nuova provincia romana di Tracia, governata da un procuratore.
A Remetalce III è stato dedicato il Remetalk Point sull'isola Livingston, nelle isole Shetland Meridionali.